# Sutaio
Sutaio.- (singular, Sǔ'tai), Algonquian pleme nastanjeno u 18. stoljeću oko James Rivera u Južnoj Dakoti. Pleme je bilo u ratu sa Šajenima, njihovim najbližim srodnicima, ali su kasnije ušli u alijansu i zajedno prešli Missouri prema zapadu. Sutaio uskoro brojčano slabe ali zadržavaju svoj poseban identitet sve do 1850. kada su apsorbirani od Šajena i postali jednom od njihovih bandi. U vrijeme Lewisa i Clarka nazivani su imenom Staitan. 

## Vanjske poveznice
- Small Indian Tribal History  Arhivirana inačica izvorne stranice od 12. listopada 2009. (Wayback Machine)